# Grattersdorf
Grattersdorfer en kommune i Landkreis Deggendorf i Regierungsbezirk Niederbayern i den tyske delstat Bayern, med 1.400 indbyggere.

## Geografi
Grattersdorf ligger i regionen Sonnen-Wald og er en del af Verwaltungsgemeinschaft Lalling
Kommunen består af landsbyerne Grattersdorf, Nabin, Oberaign, Winsing.